# Espoo
Espoo (Esbo in het Zweeds) is een gemeente en stad gelegen aan de zuidelijke kust van de republiek Finland. Espoo ligt direct ten westen van hoofdstad Helsinki en maakt deel uit van de stedelijke agglomeratie, net als Vantaa en Kauniainen.
Espoo is een tweetalige gemeente met Fins als meerderheidstaal (± 85%) en Zweeds als minderheidstaal (8,9%).

## Geschiedenis
In de 13e eeuw stichtten Zweedse immigranten het dorp Espaby. De eerste (houten) kerk werd in de tweede helft van de 14e eeuw gebouwd. Dit gebouw werd eind 15e eeuw vervangen door een stenen kerkgebouw. In geschriften komt Espoo voor het eerst voor in 1431.
Eind 19e eeuw profiteerde de industrie in Espoo van het groeiende, nabijgelegen Helsinki. De aanleg van een spoorlijn in 1903 maakte het eenvoudiger voor mensen en bedrijven om zich in Espoo te gaan vestigen. Belangrijke industrieën waren de baksteenfabrieken en glasfabrieken. De stad groeide explosief vanaf de jaren vijftig. De dienstensector werd de belangrijkste werkgever.
Tot eind jaren veertig was het Zweeds de belangrijkste taal in Espoo. Pas vanaf dat moment kregen de Finssprekenden de overhand.
In 1972 werd Espoo officieel een stad.
In het WeeGee-huis zijn vijf musea gegroepeerd, waaronder het Museum voor Moderne Kunst.

## Het huidige Espoo
Espoo (oppervlakte 528 km², waarvan 312,34 km² land) is de snelstgroeiende stad in Finland. In 2022 telde de stad 305.247 inwoners. Daarmee is het op Helsinki na de grootste gemeente van het land. Espoo herbergt de Technische Universiteit Helsinki met zo'n 13.000 studenten, en telt verder veel onderzoeksinstituten en (hoofd)kantoren, met name van hightechbedrijven. Zo bevindt het hoofdkantoor van producent van mobiele telefoons, Nokia, zich in Espoo. Ook KONE, de op drie na grootste liftenproducent ter wereld, heeft hier zijn hoofdkwartier.
Espoo bestaat uit een losse verzameling suburbane woonwijken die zich ten westen van Helsinki over een groot gebied uitstrekken. Een duidelijk stadscentrum ontbreekt. Espoo bestaat uit zeven losse (administratieve) centra, namelijk: Leppävaara, Tapiola, Matinkylä-Olari, Espoonlahti, Espoon keskus, Kauklahti en Kalajärvi.
Architectonisch interessant is de tuinstad Tapiola, die in de jaren vijftig van de 20e eeuw is gebouwd. Vlakbij bevindt zich de wijk Westend, een geliefd woonoord voor de Finse welgestelden. De gemeente Kauniainen ligt als een enclave binnen Espoo.

## Sport
FC Honka Espoo is de belangrijkste voetbalclub van Espoo. 
De Espoo Blues is de belangrijkste ijshockeyclub van de stad en speelt haar thuiswedstrijden in de Espoo Metro Areena. 

## Schietincident
Op 31 december 2009 schoot de 43-jarige Ibrahim Shkupolli vier mensen dood in het Sello-winkelcentrum. Nadien pleegde hij zelfmoord in zijn huis. Eerder had hij ook al zijn ex-vrouw doodgestoken.

## Geboren in Espoo
- Ville Virtanen (1961), acteur, filmregisseur en scenarioschrijver
- Jussi Jaatinen (1964), dirigent
- JJ Lehto (1966), autocoureur
- Jussi Sydänmaa (1972), gitarist
- Antti Kasvio (1973), zwemmer
- Samer el Nahhal (1976), bassist
- Erna Siikavirta (1977), toetsenist
- Charles Wegelius (1978), wielrenner
- Alexi Laiho (1979-2020), zanger en (metal)gitarist
- Jaska Raatikainen (1979), drummer
- Kimi Räikkönen (1979), autocoureur
- Janne Wirman (1979), toetsenist
- Henkka T. Blacksmith (1980), bassist
- Paulus Roiha (1980), voetballer
- Jarmo Valtonen (1982), schaatser
- Krista Kosonen (1983), actrice
- Minea Blomqvist (1985),  golfster
- Niki Mäenpää (1985), voetballer
- Ville Jalasto (1986), voetballer
- Juha Hakola (1987), voetballer
- Laura Lepistö (1988), kunstschaatsster
- Ursula Wikström (1990), golfster
- Tapio Heikkilä (1990), voetballer
- Rasmus Schüller (1991), voetballer
- Mimosa Willamo (1994), actrice
- Dana Leskinen (2001), voetbalster